# Mountain View (contea di Contra Costa, California)
Mountain View è un census-designated place (CDP) degli Stati Uniti d'America, situato nello stato della California, nella contea di Contra Costa.